# Syriac Independent Unified Movement
Syriac Independent Unified Movement, även känt som SIUM är ett syrianskt politiskt parti i Irak. Den 23 november 2006 mördades partiets ledare Isoh Majeed Hedaya i Bakhdida i norra Irak.